# Jan Ekström
Jan Ekström (ur. 2 listopada 1923 w Falun, zm. 17 sierpnia 2013) – szwedzki pisarz i specjalista w branży reklamy.
Studiował języki słowiańskie, angielski, statystykę i ekonomię na Uniwersytecie w Lund. Powieści Träfracken i Morianerna doczekały się w Szwecji ekranizacji.

## Tłumaczenia na polski
- Kwiaty dla Róży
- Maurowie
- Taniec ognia
- Termin mija o północy
- Węgorz ryba pożądana